# البهالة (رأس العين الشاوية)
البهالة هي إحدى مشيخات المملكة المغربية، تتبع جغرافيا لإقليم سطات وإداريًا لرأس العين الشاوية. يقدر عدد سكانها بـ 3349 نسمة حسب الإحصاء الرسمي للسكان والسكنى لسنة 2004.